# Descenso de la población
El descenso demográfico, descenso de la población humana, decrecimiento demográfico o despoblación son conceptos relacionados que tratan de la disminución de la población en un territorio durante un tiempo determinado como consecuencia de una tasa de crecimiento demográfico negativo. La despoblación es consecuencia de la baja tasa de natalidad en relación con la tasa de mortalidad y el despoblamiento es debido a un saldo negativo de inmigración  y emigración; es decir, los nacimientos y los inmigrantes son menos que las defunciones y los emigrantes. 
El descenso demográfico es una variable que se estudia estadísticamente en demografía y también en geografía humana, sociología, ciencias actuariales y otras ramas del conocimiento. El declive natural de la población, es decir, la influencia de las tasas de natalidad y de mortalidad, es un fenómeno de muchas sociedades industriales posmodernas.
El descenso de poblaciones puede también referirse a otras especies animales y vegetales como consecuencia de su comportamiento biológico, fenómenos de deterioro ambiental, control de la población y/o control de plagas.

## Países en los que la población desciende
Tabla principal que contiene los países que actualmente están perdiendo población o bien tuvieron una población mayor en décadas anteriores, estos están ordenados del que más población total ha perdido al que menos ha perdido.
| #  | País                         | Población máxima | Año de población máxima | Población actual | Año más reciente | Población total perdida | Caída % total | Perdida de población del último año | % último año | Ref.   |
| -- | ---------------------------- | ---------------- | ----------------------- | ---------------- | ---------------- | ----------------------- | ------------- | ----------------------------------- | ------------ | ------ |
| 1  | Ucrania                      | 51 785 154       | 1999                    | 38 980 376       | 2025             | -12 804 778             | -23.93%       | +1 120 155                          | 2.96 %       | [ 3 ]  |
| 2  | Rusia                        | 149 448 433      | 1991                    | 143 997 393      | 2025             | -5 451 040              | -3.67%        | -823 030                            | -0.57 %      | [ 4 ]  |
| 3  | China                        | 1 412 600 000    | 2021                    | 1 408 280 000    | 2025             | -4 320 000              | -0.3%         | -1 390 000                          | -0.09%       | [ 5 ]  |
| 4  | Japón                        | 128 100 000      | 2010                    | 123 802 000      | 2025             | -4 298 000              | -3.35%        | -550 000                            | -0.44 %      | [ 6 ]  |
| 5  | Rumania                      | 22 947 413       | 1991                    | 18 908 650       | 2025             | -4 038 763              | -17.7%        | -106 438                            | -0.56 %      | [ 7 ]  |
| 6  | Bulgaria                     | 8 985 715        | 1988                    | 6 714 560        | 2025             | -2 266 046              | -25.43%       | -43 129                             | -0.64 %      | [ 8 ]  |
| 7  | Venezuela                    | 30 765 720       | 2016                    | 28 516 896       | 2025             | -2 248 824              | -7.28%        | +111 353                            | 0.39 %       | [ 9 ]  |
| 8  | Georgia                      | 5 500 240        | 1988                    | 3 806 671        | 2025             | -1 693 569              | -30.8%        | -999                                | -0.03 %      | [ 10 ] |
| 9  | Cuba                         | 11 342 012       | 2016                    | 9 748 532        | 2025             | -1 593 480              | -14.05%       | -306 816                            | -2.71%       | [ 11 ] |
| 10 | Italia                       | 60 664 171       | 2014                    | 59 146 260       | 2025             | -1 517 909              | -2.5%         | -196 607                            | -0.33 %      | [ 12 ] |
| 11 | Moldavia                     | 4 456 609        | 1991                    | 2 996 106        | 2025             | -1 460 503              | -33.17%       | -38 855                             | -1.28 %      | [ 13 ] |
| 12 | Croacia                      | 4 835 065        | 1990                    | 3 848 160        | 2025             | -1 350 905              | -20,41%       | -27 165                             | -0.70 %      | [ 14 ] |
| 13 | Bosnia y Herzegovina         | 4 458 343        | 1991                    | 3 140 095        | 2025             | -1 318 248              | -29.78%       | -24 158                             | -0.76 %      | [ 15 ] |
| 14 | Bielorrusia                  | 10 241 320       | 1993                    | 8 997 603        | 2025             | -1 243 717              | -12.21%       | -59 093                             | -0.65%       | [ 16 ] |
| 15 | Serbia                       | 7 885 359        | 1987                    | 6 689 039        | 2025             | -1 196 320              | -15,17%       | -47 177                             | -0.70 %      | [ 17 ] |
| 16 | Grecia                       | 11 124 670       | 2010                    | 9 938 844        | 2025             | -1 185 826              | -10.76%       | -108 973                            | -1.08 %      | [ 18 ] |
| 17 | Hungría                      | 10 695 367       | 1980                    | 9 632 287        | 2025             | -1 063 080              | -9.93%        | -43 848                             | -0.45 %      | [ 19 ] |
| 18 | Lituania                     | 3 701 407        | 1991                    | 2 830 144        | 2025             | -871 263                | -23.76%       | -28 966                             | -1.01 %      | [ 20 ] |
| 19 | Letonia                      | 2 664 836        | 1989                    | 1 853 559        | 2025             | -811 277                | -30,74%       | -18 312                             | -0.98 %      | [ 21 ] |
| 20 | Armenia                      | 3 613 997        | 1991                    | 2 952 365        | 2025             | -661 632                | -18.43%       | -21 475                             | -0.72 %      | [ 22 ] |
| 21 | Líbano                       | 6 472 469        | 2015                    | 5 849 421        | 2025             | -623 048                | -9.54%        | +43 459                             | 0.75 %       | [ 23 ] |
| 22 | Polonia                      | 38 762 844       | 2023                    | 38 140 910       | 2025             | -621 934                | -1.61 %       | -398 291                            | -1.03 %      | [ 24 ] |
| 23 | Puerto Rico                  | 3 813 013        | 2001                    | 3 235 289        | 2025             | -577 724                | -15.18%       | -6 915                              | -0.21 %      | [ 25 ] |
| 24 | República de China           | 23 674 138       | 2019                    | 23 112 793       | 2025             | -561 345                | -2.38%        | -101,169                            | -0.44%       | [ 26 ] |
| 25 | Albania                      | 3 282 602        | 1991                    | 2 771 508        | 2025             | -511 094                | -15.68%       | -20 257                             | -0.73 %      | [ 27 ] |
| 26 | Alemania                     | 84 552 242       | 2024                    | 84 075 075       | 2025             | -477 167                | -0.56 %       | -477 167                            | -0.56 %      | [ 28 ] |
| 27 | Macedonia del Norte          | 2 089 807        | 2005                    | 1 813 791        | 2025             | -276 016                | -13.21%       | -9 218                              | -0.51 %      | [ 29 ] |
| 28 | Estonia                      | 1 570 303        | 1990                    | 1 344 232        | 2025             | -226 071                | -14.55%       | -16 314                             | -1.20 %      | [ 30 ] |
| 29 | República Checa              | 10 809 716       | 2023                    | 10 609 239       | 2025             | -200 477                | -1.86 %       | -126 620                            | -1.18 %      | [ 31 ] |
| 30 | Corea del Sur                | 51 858 482       | 2020                    | 51 667 029       | 2025             | -191 453                | -0.37%        | -50 561                             | -0.10 %      | [ 32 ] |
| 31 | Tailandia                    | 71 735 329       | 2022                    | 71 619 863       | 2025             | -115 466                | -0.164%       | -48 148                             | -0.07 %      | [ 33 ] |
| 32 | Nepal                        | 29 715 436       | 2022                    | 29 618 118       | 2025             | -97 318                 | -0.33%        | -32 936                             | -0.11 %      | [ 34 ] |
| 33 | Hong Kong                    | 7 490 235        | 2020                    | 7 396 076        | 2025             | -94 159                 | -1.25 %       | -18 833                             | -0.25 %      | [ 35 ] |
| 34 | Eslovaquia                   | 5 518 055        | 2023                    | 5 474 881        | 2025             | -43 174                 | -0.78%        | -31 879                             | -0.58 %      | [ 36 ] |
| 35 | Jordania                     | 11 552 876       | 2024                    | 11 520 684       | 2025             | −32 192                 | −0.28%        | −32 192                             | −0.28%       | [ 37 ] |
| 36 | Mauricio                     | 1 292 275        | 2015                    | 1 268 280        | 2025             | -23 995                 | -1.86%        | -2 889                              | -0.23 %      | [ 38 ] |
| 37 | España                       | 47 911 579       | 2023                    | 47 889 958       | 2025             | -21 621                 | -0.04%        | -20 568                             | -0.04 %      | [ 39 ] |
| 38 | Portugal                     | 10 430 738       | 2023                    | 10 411 834       | 2025             | -18 904                 | -0.18 %       | -13 458                             | -0.13 %      | [ 40 ] |
| 39 | Austria                      | 9 130 429        | 2023                    | 9 113 574        | 2025             | -16 855                 | -0.19 %       | -7 239                              | -0.08 %      | [ 41 ] |
| 40 | Islas Marshall               | 52 035           | 2007                    | 37 548           | 2024             | -14 487                 | -27.84%       | -1 279                              | -3.29%       | [ 42 ] |
| 41 | Uruguay                      | 3 398 968        | 2020                    | 3 384 688        | 2025             | -14 280                 | -0.42%        | -1 900                              | -0.06 %      | [ 43 ] |
| 42 | San Vicente y las Granadinas | 113 545          | 2000                    | 99 924           | 2025             | -13 621                 | -12.07%       | -692                                | -0.69%       | [ 44 ] |
| 43 | San Cristóbal y Nieves       | 56 810           | 1960                    | 46 843           | 2024             | -9 967                  | -17.54        | +85                                 | 0.18%        | [ 45 ] |
| 44 | Islas Cook                   | 20 869           | 1971                    | 13 729           | 2024             | -7 140                  | -34.21%       | -493                                | -3.47%       | [ 46 ] |
| 45 | Dominica                     | 73 083           | 1980                    | 66 205           | 2024             | -6 878                  | -9.41%        | -305                                | -0.46%       | [ 47 ] |
| 46 | Montenegro                   | 638 479          | 2024                    | 632 729          | 2025             | −5 750                  | -0.9%         | −5 750                              | -0.9%        | [ 48 ] |
| 47 | Curazao                      | 189 543          | 2019                    | 185 487          | 2025             | -4 056                  | -2.13%        | +5                                  | 0%           | [ 49 ] |
| 48 | Tonga                        | 107 570          | 2011                    | 103 742          | 2025             | -3 828                  | -3.58%        | -433                                | -0.42 %      | [ 50 ] |
| 49 | Jamaica                      | 2 839 786        | 2023                    | 2 837 077        | 2025             | -2 709                  | -0.09%        | -2 098                              | -0.07 %      | [ 51 ] |
| 50 | Palaos                       | 19 820           | 2004                    | 17 695           | 2025             | -2 157                  | -10.9%        | -32                                 | 0.18%        | [ 52 ] |
| 51 | Eslovenia                    | 2 118 697        | 2024                    | 2 117 072        | 2025             | -1 625                  | -0.08         | -1 625                              | -0.08%       | [ 53 ] |
| 52 | Tuvalu                       | 11 001           | 2013                    | 9 492            | 2025             | -1 509                  | -13.71%       | -154                                | -1.6%        | [ 54 ] |
| 53 | San Marino                   | 34 769           | 2020                    | 33 581           | 2024             | -1 188                  | -3.42         | -152                                | -0.45 %      | [ 55 ] |
| 54 | Mónaco                       | 38 956           | 2023                    | 38 631           | 2024             | -325                    | -0.83 %       | -325                                | -0.83 %      | [ 56 ] |

## Fin del crecimiento natural de la población
Año en que se espera que las muertes superen a los nacimientos, por país

### Antes de 1990
- Alemania
- República Checa
- Hungría

### 1991-2020
- España
- Portugal
- Italia
- Eslovenia
- Croacia
- Bosnia y Herzegovina
- Serbia
- Grecia
- Bulgaria
- Rumania
- Moldavia
- Ucrania
- Polonia
- Bielorrusia
- Estonia
- Letonia
- Lituania
- Rusia
- Japón
- Puerto Rico

### 2021-2050
- Canadá
- Cuba
- Jamaica
- Bahamas
- Brasil
- Chile
- Islandia
- Reino Unido
- Dinamarca
- Francia
- Bélgica
- Países Bajos
- Suiza
- Austria
- Eslovaquia
- Montenegro
- Albania
- Macedonia del Norte
- Chipre
- Georgia
- Armenia
- Azerbaiyán
- China
- Corea del Sur
- Corea del Norte
- Taiwán
- Tailandia
- Singapur
- Brunéi

- Finlandia

### 2051-2100
- Estados Unidos
- México
- Guatemala
- El Salvador
- Belice
- Honduras
- Nicaragua
- Costa Rica
- Panamá
- Haití
- República Dominicana
- Venezuela
- Colombia
- Ecuador
- Perú
- Bolivia
- Paraguay
- Argentina
- Uruguay
- Guyana
- Surinam
- Noruega
- Marruecos
- Argelia
- Túnez
- Libia
- Cabo Verde
- Botsuana
- Sudáfrica
- Lesoto
- Suazilandia
- Yibuti
- Turquía
- Siria
- Líbano
- Jordania
- Kuwait
- Arabia Saudita
- Catar
- Baréin
- Yemen
- Omán
- Uzbekistán
- Turkmenistán
- Irán
- Afganistán
- Pakistán
- India
- Sri Lanka
- Nepal
- Bután
- Bangladés
- Birmania
- Camboya
- Laos
- Vietnam
- Filipinas
- Malasia
- Indonesia
- Timor Oriental
- Nueva Zelanda

### Después de 2100
- Suecia
- Israel
- Palestina
- Irak
- Emiratos Árabes Unidos
- Kazajistán
- Kirguistán
- Tayikistán
- Papúa Nueva Guinea
- Australia
- Egipto
- Sudán
- Eritrea
- Chad
- Níger
- Mali
- Mauritania
- Senegal
- Gambia
- Guinea-Bisáu
- Guinea
- Sierra Leona
- Liberia
- Costa de Marfil
- Ghana
- Togo
- Benín
- Nigeria
- Camerún
- República Centroafricana
- Sudán del Sur
- Etiopía
- Somalia
- Guinea Ecuatorial
- Gabón
- Uganda
- Burundi
- Ruanda
- Kenia
- Tanzania
- República del Congo
- República Democrática del Congo
- Malaui
- Angola
- Namibia
- Zambia
- Zimbabue
- Mozambique
- Madagascar
- Santo Tomé y Príncipe
- Comoras

## Aumento y descenso demográfico en elsigloXXI

Población mundial estimada desde 1800 a 2100, con proyecciones de Naciones Unidas en tres supuestos: "alto crecimiento" (rojo), "medio" (naranja) y "descenso" (verde) proyecciones de Naciones Unidas en 2010 y US estimaciones del Census Bureau historical (en negro). Las cifras reales de la población registrada (a partir de 2010) están coloreadas en azul. Según la estimación más alta, la población mundial puede aumentar a 16.000 millones para el 2100; según la estimación media a 11.000 millones y según la estimación más baja subiría hasta los 8.700 millones en la década de 2050 para después bajar hasta los 7.500 o 6.000 millones.

Aunque la tasa de natalidad está descendiendo mundialmente de manera significativa, la población seguirá creciendo ya que la disminución de la tasa de mortalidad permitirá todavía durante algunas décadas del siglo XXI un aumento de la población mundial hasta su estabilización (población en equilibrio) y previsto descenso.

### Evolución de la población mundial y perspectivas

Estimaciones de evolución de la población por continentes entre 1950 y 2050 según Naciones Unidas. El eje vertical esta en escala logarítmica y en millones de personas.

Tasa de crecimiento demográfico mundial y estimaciones entre 1950–2050

La población mundial está creciendo en promedio en todos los países. La ONU preveía 7.900 millones de personas en el mundo en 2006 con proyecciones medias hasta 2025 y 9.200 millones para 2050- Si el número de nacimientos por mujer (tasa de fertilidad) -como se supone en la previsión- se estabiliza en 1,85 a largo plazo, se puede esperar una disminución de la población mundial después de 2050.

## Causas del descenso de la población humana
La reducción de la población humana puede estar causada por múltiples factores. Desde las últimas décadas del siglo XX las tendencias demográficas a largo plazo -reducción de las tasas de fertilidad y fecundidad junto a la reducción de las tasas de mortalidad de la transición demográfica- podrían ser el inicio de un descenso de la población mundial en la segunda mitad del siglo XXI, tendencia que ya se aprecia en la mayoría de países desarrollados económicamente.
El descenso demográfico es consecuencia de profundos cambios socioeconómicos que conllevan cambios de roles sociales en las sociedades desarrolladas y muy urbanizadas junto con fenómenos de migración que provocan el abandono del medio rural (éxodo rural y proceso de urbanización), en ocasiones también en procesos de decadencia urbana y todo ello unido, en ocasiones, a catástrofes naturales (sequías, inundaciones, etc.), guerras, enfermedades y pandemias que pueden contribuir a la disminución de la población en un territorio.

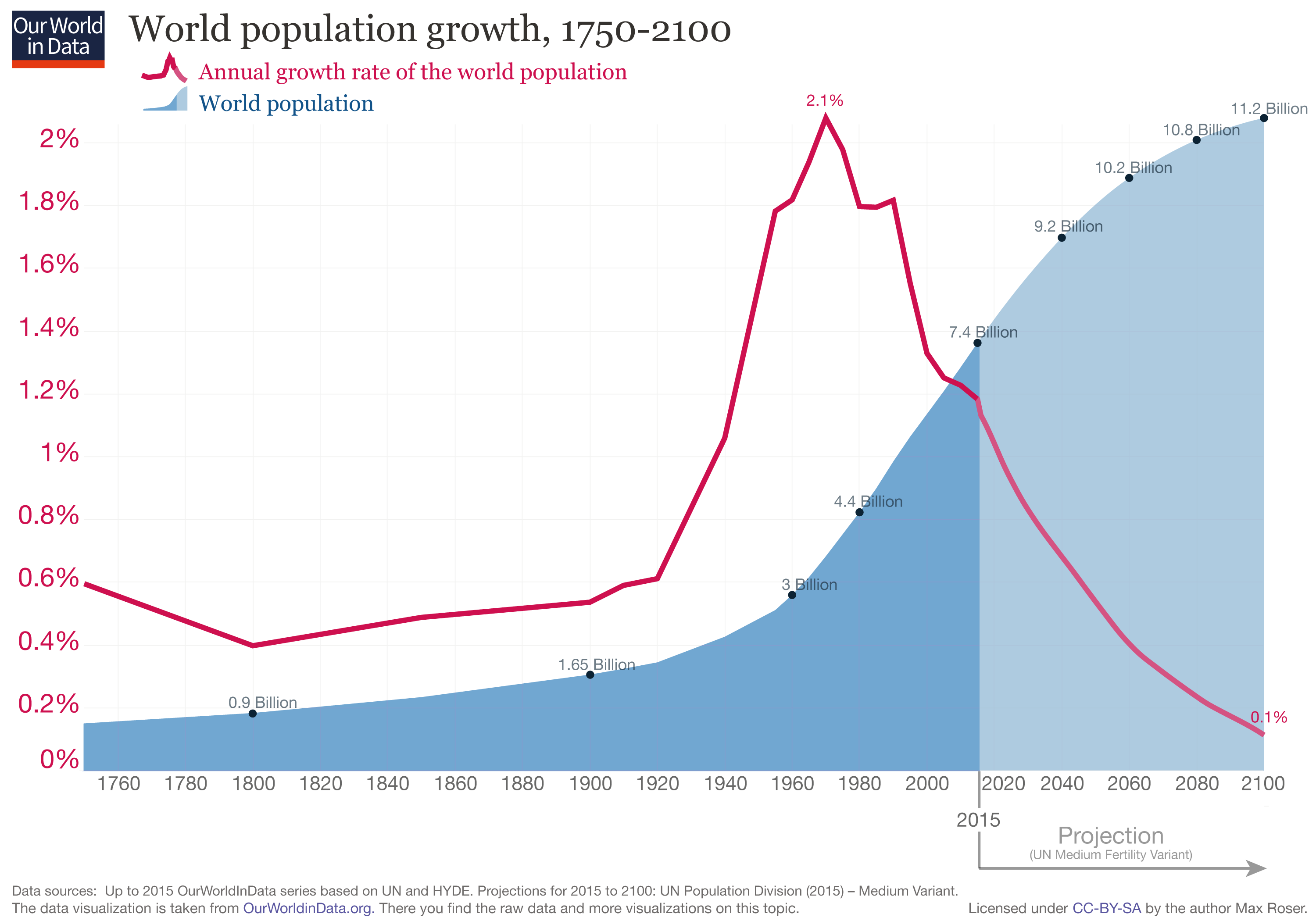
Tasa de crecimiento global de la población (línea roja) y estimación de alto crecimiento de la población mundial (en azul). Aunque la tasa de crecimiento demográfico (nacimientos menos defunciones) desciende fuertemente a partir de la década de 1960 la población sigue creciendo por el aumento de la esperanza de vida y la reducción de la mortalidad. La disminución de la población, si tiene lugar, comenzará a partir de la segunda mitad del (entre 2050 o 2100)

### Tasa de crecimiento demográfico negativo
Cuando la tasa de crecimiento demográfico es negativa decimos que se produce un descenso de la población o descenso demográfico:
- Tasa de crecimiento demográfico = (tasa de natalidad-tasa de mortalidad) + Saldo migratorio (Inmigraciones-emigraciones)

### Teorías que explican el descenso demográfico
Los cambios demográficos de los últimos siglos son explicados por la teoría de la transición demográfica así como la denominada teoría de la segunda transición demográfica, ambas apoyadas por estudios transversales de la población. Sin embargo los cambios más recientes -disminución de mortalidad junto con disminución de la natalidad junto con otros cambios sociales de las últimas décadas son explicados por la teoría de la revolución reproductiva apoyada en estudios longitudinales.

## Efectos positivos y negativos del descenso demográfico
El descenso de la población puede tener efectos positivos o negativos.

### Efectos positivos del descenso demográfico
Si un territorio no ofrece los recursos suficientes una reducción de la población permitiría la asignación de más recursos con menos o ninguna competencia para la población. Además, en las poblaciones muy urbanizadas disminuyen las desventajas de la superpoblación (alta densidad de población), con efectos en la disminución de tráfico, contaminación, de los precios de los bienes raíces (vivienda), con los efectos positivos que puede producir en la conservación y mejora de la calidad del medio ambiente; calidad del aire, del agua, reducción de emisiones de carbono y otros contaminantes. Algunos de estos posibles beneficios coincidirían con los efectos positivos del decrecimiento si bien este último se centra en la reducción del consumo y la energía.
Dependiendo de los procesos productivos del territorio o región, la riqueza per cápita puede aumentar en los escenarios de descenso de la población además de la mejora de los indicadores de salud. A los beneficios que acompañan al descenso demográficos se les ha denominado "reducir y prosperar", ya que podría reproducirse  la Edad Dorada posterior a la Guerra Civil Norteamericana así como al auge económico posterior a la Primera Guerra Mundial y el auge económico posterior a la Segunda Guerra Mundial (Keynesiasmo económico).
Para Darrell Bricker y John Ibbitson el previsible descenso de la población en la segunda década del siglo XXI el riesgo de hambrunas disminuirá, la situación medioambiental mejorará, menos trabajadores exigirán mejores salarios y unas tasas de natalidad más bajas representarán mayores ingresos y autonomía para las mujeres.

### Efectos negativos del descenso de la población
Las tendencias de la población, ya sea de crecimiento o descenso, crean beneficios a favor y en contra, tanto económicos como sociales que afectan a las economías nacionales y determinan las necesidades de planificación nacional.
Tanto el sistema económico como la infraestructura de los países industrializados están diseñados para crecer o estancarse pero no contemplan en su funcionamiento la posibilidad de la disminución o el decrecimiento. 
Así, ante un descenso de la población se deberá revisar la planificación de los servicios públicos para atender a la nueva situación que puede requerir aumentos e inversiones en sanidad, pensiones (contrato intergeneracional), atención social y reducción en otros sectores como la educación, infraestructuras de comunicación, armamento. Una buena previsión aminorará los perjuicios de la disminución de la población en un territorio. Sin embargo, no solo se requiere planificar los servicios que puedan demandarse sino también generar los recursos económicos para esa demanda y por lo tanto establecer políticas económicas que permitan un adecuado equilibrio presupuestario y en todo caso un déficit presupuestario tolerable. Las diversas teorías económicas consideran de manera muy distinta la importancia de las cifras de productor interior, deuda y déficit (economía clásica, economía marxista, economía neoclásica, teoría del equilibrio general, neoliberalismo, keynesianismo, neokeynesianismo, nueva economía keynesiana, teoría Monetaria Moderna).
En el año 2000, la Organización de las Naciones Unidas (ONU) publicó el estudio Replacement Migration: Is It A Solution to Declining and Ageing Populations? (español: «Reemplazo migratorio, ¿es ésta una solución para pueblos en declive y envejecimiento?»). Según la ONU, a menos que se incremente la edad de jubilación en los países desarrollados, la inmigración es la única forma de mantener la población que trabaja y contribuye los impuestos necesarios para mantener a los jubilados, y se requiere vasta más inmigración que en el pasado.
Para paliar la disminución de la población se llevan a cabo políticas demográficas natalistas -de apoyo a la procreación- conocidas tradicionalmente como de protección a la familia. Estas medidas suelen dar escasos resultados ya que chocan frontalmente con los cambios de mentalidad y con una realidad económica que hace difícil la necesaria estabilidad económica para la procreación y crianza de los hijos. La realidad laboral y económica de los jóvenes en muchos países -necesidad y deseo de buena formación, tardanza en la incorporación al mercado de trabajo, empleo precarios (precariado) y no estables- hace muy difícil que las políticas de apoyo a la natalidad surjan efectos.

#### Despoblación e infrapoblación
La despoblación supone la pérdida masiva de habitantes de una región o ecosistema por motivo de su muerte, envejecimiento o desplazamiento. Uno de los efectos más negativos del descenso de la población continuada es la despoblación, fenómeno extremo que desequilibra los territorios social y económicamente. Cuando la densidad de población llega a un punto crítico las tendencias a veces son irreversibles ya que el deterioro de los servicios (comercio, educación, sanidad, ocio...) agudiza la causa fundamental de la despoblación: la migración (deterioro económico y falta de expectativas sociales).
La infrapoblación es el descenso intenso de la población que amenaza al sistema social y económico de un determinado territorio ya que no permite mantener la supervivencia de dicha población. Aunque la densidad de población es importante es decisiva la proporción entre generaciones para sostener la sociedad y su economía. Es decir, remite al necesario relevo generacional para mantener una población en crecimiento o, al menos en equilibrio. El aumento de la mortalidad y la emigración agravan el problema de la infrapoblación. Las propuestas de carácter económico para contener o aminorar la infrapoblación son la instauración de actividad económica que contenga o revierta la emigración, las políticas de inmigración favorables así como las políticas natalistas que puedan revertir el descenso de la natalidad.

## Políticas públicas ante la despoblación

### Estrategia antidespoblación de la Union Europea
La Comisión de Desarrollo Regional (REGI) del Parlamento Europeo es la encargada de abordar el desafío de la despoblación en las regiones europeas. Esta comisión trabaja para incluir la despoblación como prioridad en la agenda europea y asegurar fondos específicos para las áreas más afectadas. 
La Comisión Europea considera que la despoblación es un problema complejo que requiere un enfoque integral y coordinado, involucrando a los estados miembros, las regiones y las comunidades locales. 

#### España y el reto demográfico
En el año 2019 el Gobierno de España aprobó la Estrategia Nacional frente al Reto Demográfico. Esta es ejecutada desde 2020 por la Secretaría General para el Reto Demográfico, que cuenta con la Dirección General de Políticas contra la Despoblación como órgano de apoyo.

Envejecimiento de la población en Japón. Tasas de natalidad y mortalidad en Japón desde 1950.

## Países afectados por el descenso demográfico

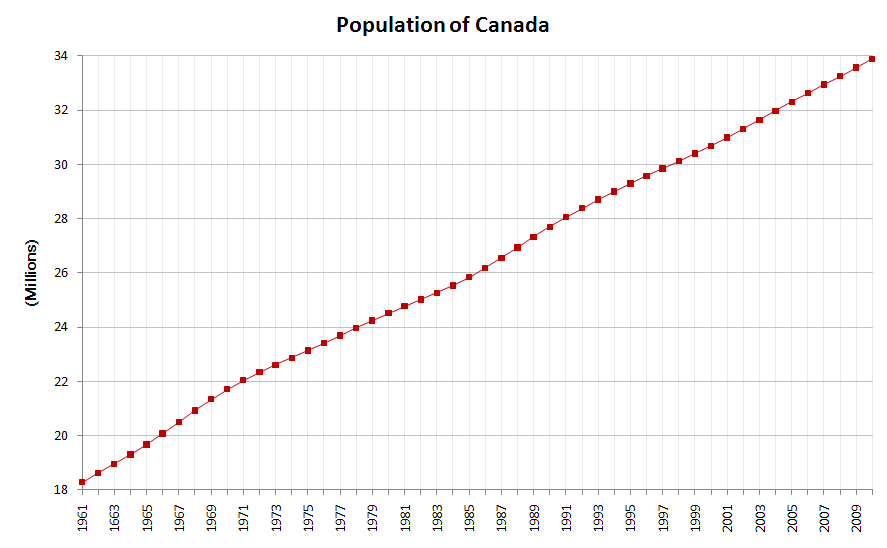
Demografía de Canadá, Datos de la FAO, año 2008; Número de habitantes en miles.

Numerosos países y territorios dentro de dichos países están afectados por el descenso demográfico. Las causas pueden ser variadas y en ocasiones darse conjuntamente: envejecimiento de la población, emigración por motivos políticos, guerras, pobreza, sequía y otras catástrofes naturales.
La causa fundamental del descenso de la población es que la tasa de crecimiento demográfico es negativa; en estos países disminuyen las cohortes de niños y jóvenes (por la disminución de la tasa de natalidad) y aumentan las cohortes de mayores de 60 y 80 años (por el aumento de la esperanza de vida), es decir se produce un envejecimiento demográfico de las poblaciones.
El envejecimiento de Europa afecta a numerosos países sobre todo a los denominados países del este. El envejecimiento de la población en Japón comenzó en las últimas décadas de finales del siglo XX. El envejecimiento en Chile y el envejecimiento en Guatemala nos indican que el fenómeno se está generalizando en muchos países del mundo. La excepción es África donde numerosos países todavía seguirán creciendo durante unas décadas y también algunos de Asia aunque ya estén reduciendo sus tasas de natalidad el efecto del envejecimiento tardará unas décadas. 
Otros países, al aceptar inmigración, consiguen mantener la población más estable o incluso les permite crecer como Estados Unidos (Demografía de los Estados Unidos) y Canadá (Demografía de Canadá).